# Bronisława Szymkowiak
Bronisława Szymkowiak (ur. 17 września 1896 w Radzionkowie, zm. 12 czerwca 1975
w Katowicach) – polska działaczka społeczna i narodowa na Górnym Śląsku. Delegatka do Polskiego Sejmu Dzielnicowego w Poznaniu (1918), posłanka na Sejm Śląski I kadencji w II RP. Organizatorka tajnych służb sanitarnych w czasie powstań śląskich.

## Życiorys

### Dzieciństwo i młodość
Urodziła się 17 września 1896 w Radzionkowie jako córka Antoniego i Marii z domu Kamińskiej. Matka pochodziła z Małopolski, ojciec zaś, z zawodu krawiec, był Wielkopolaninem. Antoni Szymkowiak od wczesnej młodości zaangażowany był w działalność niepodległościową. Zajmował się m.in. organizowaniem wycieczek do Krakowa dla Górnoślązaków w ramach umacniania ich postawy patriotycznej. Na jednej z takich wycieczek poznał swoją przyszłą żonę Marię.
W swym mieszkaniu Szymkowiak zgromadził imponujący zbiór polskich książek, które udostępniał czytelnikom dwa razy w tygodniu. Wzbudziło to niezadowolenie władz niemieckich, wskutek czego decyzją starostwa w Tarnowskich Górach księgozbiór zarekwirowano. W wyniku tych szykan w 1896 Szymkowiakowie wraz z maleńką córeczką Bronisławą przenieśli się do Katowic. Kilka miesięcy później Maria Szymkowiakowa zmarła, wychowaniem córki musiał się zająć ojciec.
W czasie I wojny światowej Bronisława przechowywała w swoim mieszkaniu przy ul. Andrzeja 2 w Katowicach księgozbiór tamtejszego Towarzystwa Czytelni Ludowych, którego działalność na czas wojny została zawieszona. 

### Okres międzywojenny
W 1918 roku została delegatką na Polski Sejm Dzielnicowy w Poznaniu.
Podczas wiecu kobiet 15 grudnia 1918 wybrano ją do Zarządu Wydziału Powiatowego Związku Towarzystw Polek w Katowicach, któremu udostępniła swoje mieszkanie na siedzibę.
Była założycielką Polskiego Związku Służby Domowej pod wezwaniem św. Zyty (1920). Stowarzyszenie prowadziło m.in. biuro pośrednictwa pracy dla kobiet chętnych do podjęcia zatrudnienia w charakterze służących. Dla kobiet zrzeszonych w związku Szymkowiakówna urządzała wycieczki do ważnych polskich miast: Częstochowy, Krakowa, Warszawy.

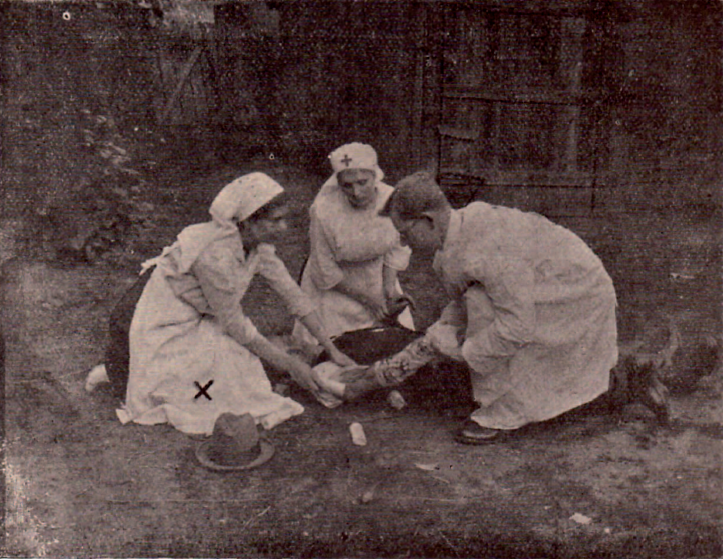
Bronisława Szymkowiakówna jako sanitariuszka przy Gospodzie powstańczej w Ligocie (1921)

Od marca 1919 była członkinią Polskiej Organizacji Wojskowej Górnego Śląska. Podczas I powstania (1919)  pełniła służbę sanitarną, przechowywała i donosiła broń oraz leki. Z polecenia Polskiej Organizacji Wojskowej przed wybuchem II powstania wspólnie z Bożeną Sołtysówną podjęła się organizacji tajnych kursów sanitarnych. 
W okresie plebiscytowym, w lutym 1920, z polecenia Polskiego Komisariatu Plebiscytowego w Bytomiu, objęła kierownictwo sekcji kobiecej na powiat katowicki. Była członkiem Komisji Doradczej w Katowicach. 
Od maja 1920 współredagowała czasopismo dla kobiet „Głos Polek” (później – „Głos Młodych Polek”), będące organem Związku Towarzystw Polek. Składało się ono przede wszystkim z tekstów publicystycznych i literackich, nawiązujących do bieżącej sytuacji politycznej i umacniających odbiorców w polskości. W dodatku dla dzieci, zatytułowanym „Nasz Przyjaciel”, publikowano treści dydaktyczno-wychowawcze: wiersze, baśnie, opowiadania, czytanki  historyczne, teksty moralizatorskie. Uczyła dzieci górników czytania i pisania w języku polskim.
Jako członkini Komitetu Przyjmowania Emigrantów Polskich organizowała zakwaterowanie i wyżywienie dla Polaków przybywających na Górny Śląsk w związku udziałem w plebiscycie. W dniu plebiscytu, 20 marca 1921, zasiadała w Komitecie Parytetycznym nadzorującym przebieg głosowania w Katowicach.
Podczas III powstania również otrzymała zadanie organizacji kursów sanitarnych. Z nakazu Naczelnych Wojsk Powstańczych i Delegatury Powstańczego Czerwonego Krzyża utworzyła ośrodek sanitarny i gospodarczy w Ligocie, do którego sprowadzała za pośrednictwem PCK żywność, a także wraz z przybyłymi z Poznania pielęgniarkami opatrywała powstańców. 
Opiekowała się powstańczymi rodzinami, założyła też schronisko dla rekonwalescentów. W swoim mieszkaniu przechowywała broń i sztandary. Organizowała paczki dla powstańców przetrzymywanych w więzieniu policyjnym w Katowicach. 
Po podziale Górnego Śląska, Szymkowiakówna z ramienia Towarzystwa Polek, którego była sekretarzem generalnym, opiekowała się polskimi uchodźcami z terenów przyznanych Niemcom. W jej mieszkaniu urządzono Biuro Pośrednictwa Pracy, oferujące emigrantom pomoc w znalezieniu pracy.
W 1922 weszła do Komitetu Przyjęcia Wojsk Polskich, które pod dowództwem gen. Stanisława Szeptyckiego wkroczyły 20 czerwca do Katowic.  
24 września 1922, kandydując z listy Bloku Narodowego, otrzymała mandat poselski do Sejmu Śląskiego I kadencji. Była najmłodszą posłanką i jedną z dwóch kobiet wybranych do Sejmu Śląskiego. W 1923 została wybrana członkinią Rady Wojewódzkiej Narodowej Organizacji Kobiet w Katowicach. W 1928 wraz z częścią posłów chadeckich i ludowych utworzyła prorządowy klub Polskiego Stronnictwa Chrześcijańskiej Demokracji, którego była sekretarzem.

### II wojna światowa
Po wybuchu II wojny światowej, we wrześniu 1939, wyjechała do Krakowa, gdzie działała w konspiracji. W 1942 została aresztowana przez gestapo i osadzona w więzieniu Montelupich, z którego została zwolniona warunkowo w 1943, oficjalnie ze względu na stan zdrowia, jednak jak wspominała: „Starania o zwolnienie moje były suto poparte materialnie”.

### Okres powojenny
Na Śląsk powróciła w 1945 i podjęła pracę w hutnictwie. Pełniła funkcję kierowniczki działu socjalnego w hucie „Ferrum”, później zaś w hucie „Kościuszko” w Chorzowie. W 1958 przeszła na emeryturę. W latach 1965–1967 była ławnikiem ludowym. Współpracowała też ze Śląskim Instytutem Naukowym, na zlecenie którego w latach 60. opracowała biogramy działaczek polskiego ruchu kobiecego na Górnym Śląsku. Zmarła 12 czerwca 1975 w Katowicach.

## Nagrody i odznaczenia
Uchwałą Rady Państwa z 25 kwietnia 1972 została awansowana do stopnia podporucznika rezerwy Wojska Polskiego.
Za całokształt działalności w 1963 została uhonorowana Śląską Nagrodą im. Juliusza Ligonia, a w 1964 nadano jej Srebrną
Odznakę Honorową za zasługi dla Polskiego Komitetu Pomocy Społecznej. 
Ponadto odznaczona została:
- Krzyżem Kawalerskim Orderu Odrodzenia Polski
- Brązowym, Srebrnym i Złotym Krzyżem Zasługi
- Śląskim Krzyżem Powstańczym
- Śląskim Krzyżem Plebiscytowym
- Medalem Niepodległości[1]

## Upamiętnienie
Szymkowiakówna jest jedną z bohaterek filmu 5 kobiet Sejmu Śląskiego – fabularyzowanego dokumentu według pomysłu Małgorzaty Tkacz-Janik, w reżyserii Macieja Marmoli oraz Kamila Niesłonego, a także jedną z 30 bohaterek wystawy „60 na 100. SĄSIADKI. Głosem Kobiet o powstaniach śląskich i plebiscycie” powstałej w 2019 i opowiadającej o roli kobiet w śląskich zrywach powstańczych i akcji plebiscytowej. Koncepcję wystawy, scenariusz i materiały przygotowała Małgorzata Tkacz-Janik, a grafiki Marta Frej.